# Lista över ledamöter av Sveriges ståndsriksdag 1689
Ledamöter av Sveriges ståndsriksdag 1689.

## Borgarståndet
| Riksdagsledamot        | Yrke                     | Valkrets           | Anmärkningar                                                            |
| ---------------------- | ------------------------ | ------------------ | ----------------------------------------------------------------------- |
| Daniel Caméen          | Justitieborgmästare      | Stockholms stad    |                                                                         |
| Mårten Bunge           | Rådman                   | Stockholms stad    |                                                                         |
| Christoffer Brunell    | Rådman                   | Stockholms stad    |                                                                         |
| Gustaf Holmström       | Stadssekreterare         | Stockholms stad    |                                                                         |
| Nils Hansson Törne     | Handelsman               | Stockholms stad    |                                                                         |
| Jochim Cammecker       | bisittare i bagarämbetet | Stockholmss stad   |                                                                         |
| Thomas Lohrman         | Borgmästare              | Uppsala stad       |                                                                         |
| Anders Lerbeck         | Borgmästare              | Norrköpings stad   |                                                                         |
| Peter Bröms            | Handelsman               | Norrköpings stad   |                                                                         |
| David Amian            | Rådman                   | Göteborg           |                                                                         |
| Jacob Uthfall          | Handelsman               | Göteborg stad      |                                                                         |
| Jost Krutmejer         | Borgmästare              | Malmö stad         | Borgmästare i Malmö. Representerade även Skanör.                        |
| David Kröger           | Handelsman               | Malmö stad         |                                                                         |
| Johan Ennis            | Handelsman               | Landskrona stad    |                                                                         |
| Diedrich Möllenbroch   | Borgmästare              | Kalmar stad        |                                                                         |
| Wilhelm Wargentin      | Rådman                   | Åbo                |                                                                         |
| Johan Leutken          | Handelsman               | Åbo                |                                                                         |
| Petter Fremling        | Borgmästare              | Viborg             |                                                                         |
| Blasius König          | Borgmästare              | Karlskrona stad    |                                                                         |
| Wilhelm Stam           | Borgmästare              | Nyköpings stad     |                                                                         |
| Johan De Rees          | Rådman                   | Västerviks stad    |                                                                         |
| Lorentz Ellis          | Stadssekreterare         | Gävle stad         |                                                                         |
| -                      | -                        | Visby stad         |                                                                         |
| Jacob Colvijn          | Borgmästare              | Falu stad          |                                                                         |
| Petter Henningsson     | Rådman                   | Halmstads stad     |                                                                         |
| Lars Svahn             | Borgmästare              | Kristianstads stad |                                                                         |
| Bengt Lang             | Borgmästare              | Helsingborgs stad  |                                                                         |
| Christopher Schröder   | Borgmästare              | Karlshamns stad    | Borgmästare i Karlshamn. Representerade även Sölvesborgs stad.          |
| Olof Carlsson          | Borgmästare              | Ystads stad        |                                                                         |
| Andreas Radou          | Borgmästare              | Marstrands stad    |                                                                         |
| Hans Bruun             | Borgmästare              | Varbergs stad      |                                                                         |
| Johan Laurentz         | Borgmästare              | Helsingfors        |                                                                         |
| Johan Remmer           | Borgmästare              | Västerås stad      |                                                                         |
| Barckhusen             | Borgmästare              | Arboga stad        |                                                                         |
| Niclas Hult            | Borgmästare              | Örebro stad        |                                                                         |
| Anders Ruda            | Rådman                   | Jönköpings stad    |                                                                         |
| Johan Nordman          | Borgmästare              | Linköpings stad    |                                                                         |
| Hans Spaak             | Borgmästare              | Köpings stad       |                                                                         |
| Erich Arvidsson        | Rådman                   | Strängnäs stad     |                                                                         |
| Bengt Bengtsson        | Rådman                   | Skara stad         | Rådman i Mariestad. Representerade även Mariestads stad.                |
| Anders Thorsson        | rådman                   | Växjö stad         |                                                                         |
| Per Tollsten           | Borgmästare              | Lunds stad         |                                                                         |
| Johannes Cedermark     | Borgmästare              | Söderköpings stad  |                                                                         |
| Olof Ström             | Borgmästare              | Hudiksvalls stad   |                                                                         |
| Bengt Bengtsson        | Rådman                   | Mariestads stad    | Rådman i Mariestad. Representerade även Skara stad.                     |
| Torbjörn Nilldman      | Rådman                   | Karlstads stad     |                                                                         |
| Lars Stridsberg        | Borgmästare              | Härnösands stad    |                                                                         |
| And. Mathaesius        | Borgmästare              | Uleåborg           | Borgmästare i Gamla Karleby. Representerade även Gamla Karleby.         |
| Hans Andersson         | Rådman                   | Torshälla stad     |                                                                         |
| Hindrich Schultz       | Borgare                  | Eskilstuna stad    |                                                                         |
| Nils Jacobsson         | Borgmästare              | Borås stad         |                                                                         |
| Pehr Olofsson          | Rådman                   | Borås stad         |                                                                         |
| Andreas Hielman        | Borgmästare              | Vänersborgs stad   |                                                                         |
| Simon Swede            | Borgmästare              | Enköpings stad     |                                                                         |
| Simon Edman            | Rådman                   | Sala stad          |                                                                         |
| Erich Zachrieson       | Rådman                   | Sigtuna stad       |                                                                         |
| Christopher Wadman     | Borgmästare              | Vadstena stad      |                                                                         |
| -                      | -                        | Skänninge stad     |                                                                         |
| Erich Wasbeck          | Rådman                   | Vasa               |                                                                         |
| Isaac Slyter           | Borgare                  | Lidköpings stad    |                                                                         |
| Petter Schissler       | Rådman                   | Öregrunds stad     |                                                                         |
| Erich Edman            | Borgmästare              | Södertälje stad    |                                                                         |
| Hans Lindberg          | Rådman                   | Södertälje stad    |                                                                         |
| Hans Erichson Björk    | Norrtälje stad           |                    |                                                                         |
| Lars Barck             | Borgmästare              | Hedemora stad      |                                                                         |
| Lars Kröger            | Borgmästare              | Lindesbergs stad   |                                                                         |
| Anders Is              | Rådman                   | Nora stad          |                                                                         |
| Sven Knutsson          | Rådman                   | Eksjö stad         |                                                                         |
| Anders Larsson         | Borgmästare              | Uddevalla stad     |                                                                         |
| Arvid Lidberg          | Rådman                   | Uddevalla stad     |                                                                         |
| Arvid Kock             | Rådman                   | Uddevalla stad     |                                                                         |
| Olof Wreed             | Borgmästare              | Askersunds stad    |                                                                         |
| Åke Andersson          | Rådman                   | Bogesunds stad     |                                                                         |
| Nils Mauritzsson       | Borgmästare              | Hjo stad           | Borgmästare i Hjo. Representerade även Skövde stad och Falköpings stad. |
| Nils Mauritzsson       | Borgmästare              | Skövde stad        | Borgmästare i Hjo. Representerade även Hjo stad och Falköpings stad.    |
| Adrian Gotleben        |                          | Björneborg         |                                                                         |
| Johan Stranman         | Borgare                  | Raumo              |                                                                         |
| Olof Hellbohm          | Borgmästare              | Torneå             | Borgmästare i Torneå. Representerade även Luleå stad.                   |
| Johan Wising           | Rådman                   | Kristinehamns stad |                                                                         |
| Marutiz Blix           | Borgmästare              | Sundsvalls stad    | Borgmästare i Söderhamn. Representerade även Söderhamns stad.           |
| Marutiz Blix           | Borgmästare              | Söderhamns stad    | Borgmästare i Söderhamn. Representerade även Sundsvalls stad.           |
| Johan Fabritibus       | Borgare och guldsmed     | Borgå              |                                                                         |
| Johan Carlsson         | Rådman                   | Nykarleby          |                                                                         |
| And. Mathaesius        | Borgmästare              | Gamla Karleby      | Borgmästare i Gamla Karleby. Representerade även Uleåborg.              |
| Andreas Gertson        | Borgmästare              | Umeå stad          |                                                                         |
| Hindrich Kort          | Borgmästare              | Piteå stad         | Borgmästare i Brahestad. Representerade även Brahestad.                 |
| Olof Hällbohm          | Borgmästare              | Luleå stad         | Borgmästare i Torneå. Representerade även Torneå.                       |
| Jonas Nilsson          | Borgare                  | Mariefreds stad    |                                                                         |
| Erich Furuman          | Borgare                  | Nystad             |                                                                         |
| -                      | -                        | Ekenäs             |                                                                         |
| Anders Gadd            | Rådman                   | Filipstads stad    |                                                                         |
| Nils Mauritzsson       | Borgmästare              | Falköpings stad    | Borgmästare i Hjo. Representerade även Hjo stad och Skövde stad.        |
| Anders Uggla           | Notarie                  | Alingsås stad      |                                                                         |
| Nils Colin             | Borgmästare              | Vimmerby stad      |                                                                         |
| Tormo Clason           | Rådman                   | Kungahälla         |                                                                         |
| Christopher Schröder   | Borgmästare              | Sölvesborgs stad   | Borgmästare i Karlshamn. Representerade även Karlshamns stad.           |
| Pehr Anderson          | Borgare                  | Laholms stad       | Borgare i Falkenberg. Representerade även Falkenbergs stad.             |
| Christopher Mauritz    | Borgmästare              | Trosa stad         |                                                                         |
| -                      | -                        | Östhammars stad    |                                                                         |
| Håkan Olofsson         | Borgare                  | Åmåls stad         |                                                                         |
| Samuel Pehrson         | Rådman                   | Säters stad        |                                                                         |
| Elias Gavelius         | Borgare                  | Kristinestad       |                                                                         |
| Lars Reenbeck          | Borgare                  | Gränna stad        |                                                                         |
| Anton Amberbusch       | Borgare                  | Nådendal           |                                                                         |
| Jost Krutmejer         | Borgmästare              | Skanör             | Borgmästare i Malmö. Representerade även Malmö stad.                    |
| Christian Hindrichsson | Rådman                   | Jakobstad          |                                                                         |
| Simon Johansson        | Rådman                   | Veckelax           |                                                                         |
| -                      | -                        | Villmanstrand      |                                                                         |
| Pehr Anderson          | Borgare                  | Falkenbergs stad   | Borgare i Falkenberg. Representerade även Laholms stad.                 |
| Hindrich Johansson     | Borgmästare              | Simrishamns stad   |                                                                         |
| Hindrich Falck         |                          | Tavastehus         |                                                                         |
| -                      | -                        | Nyslott            |                                                                         |
| Hindrich Kort          | Borgmästare              | Brahestad          | Borgmästare i Brahestad. Representerade även Piteå stad.                |
| Petter Blommendahl     | Rådman och notarie       | Strömstads stad    |                                                                         |
| -                      | -                        | Kajaneborg         |                                                                         |
| Bengt Lang             | Borgmästare              | Ängelholms stad    |                                                                         |